# معبد توگو
معبد توگو (به ژاپنی: 東郷神社 Tōgō-jinja) در سال ۱۹۴۰ تأسیس شد و به توگو هیهاچیرو کمی پس از مرگ او تقدیم شد. این زیارتگاه توسط بمباران توکیو نابود شد، اما در سال ۱۹۶۴ بازسازی شد. در هاراجوکو، توکیو، ژاپن واقع شده‌است.